# Colleen Madamombe
Colleen Madamombe (* 1964; † 31. Mai 2009) war eine Bildhauerin aus Simbabwe.

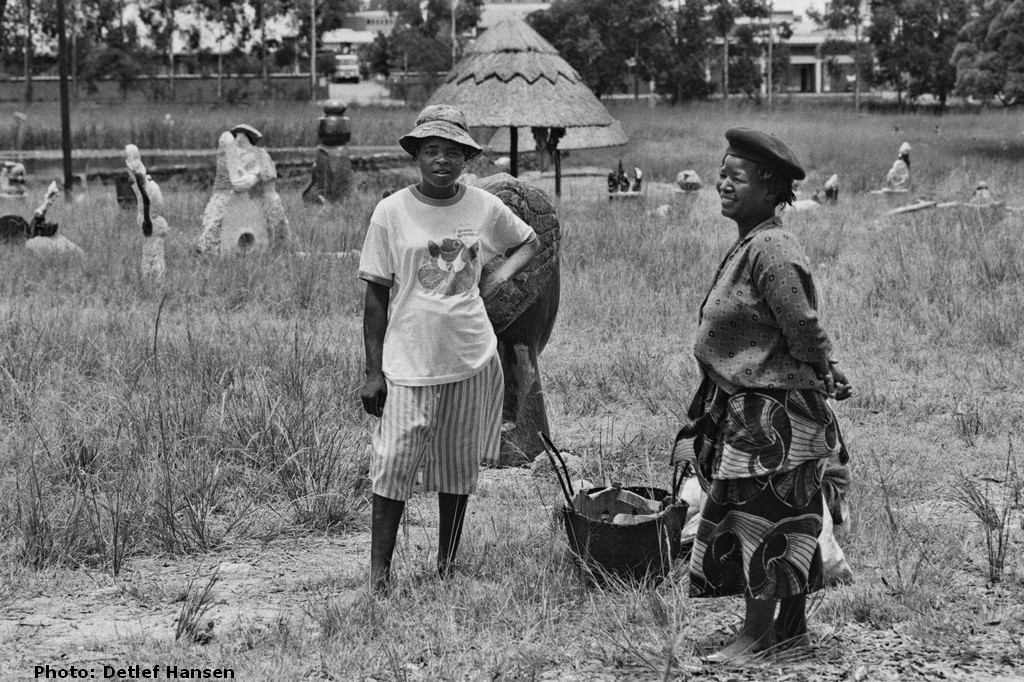
Colleen Madamombe (rechts) und Agnes Nyanhongo 1994 im Chapungu Sculpture Park, Harare

## Biografie
Colleen Madamombe besuchte die Schule in Kutama, Simbabwe, von 1979 bis 1984. Sie studierte Bildhauerei während drei Jahren im Chapungu-Skulpturenpark in Harare, wo sie die Arbeit professioneller Bildhauer kennenlernte, wie z. B. die der von ihr verehrten Agnes Nyanhongo, sowie an der National Art Gallery of Zimbabwe. 
Sie setzte alles daran, junge Bildhauerinnen zu ermutigen: „Ich bitte Euch Frauen, ebenso als Bildhauer zu arbeiten wie die Männer. Ich weiß, das ist schwer, wenn ihr verheiratet seid. Die meisten Männer wollen nicht, dass ihre Frauen gleichberechtigte Bildhauer sind. Ich war verheiratet, und mein Mann war Bildhauer. Jetzt bin ich geschieden und sorge für meine sieben Kinder. Aber das ist in Ordnung.“ (Juli 2004)
Als erfolgreiche Vertreterin der zweiten Generation moderner Bildhauer Simbabwes reiste sie mit den Ausstellungen ihrer Werke weltweit, ihr ständiger Wohnsitz aber blieb zeitlebens Harare, wo sie im Mai 2009 45-jährig verstarb.

## Stil
Colleen Madamombes großes Thema war die neu zu entwickelnde selbstbewusste, stolze afrikanische Frau. Besonders ihre Darstellungen von Frauen mit Kindern sind von geradezu 'raumgreifender' Mütterlichkeit und in ihren alltäglichen Situationen voll fröhlichem Humor. In kraftvoller, oft tänzerischer, charakteristisch weiblicher Bewegung spielen ihre meist aus schwarzem Springstone (Serpentin) oder Opal gemeißelten Skulpturen mit dem Gegensatz rauer, reich ornamentierter Oberflächen für die typischen weit geblähten Röcke – oder z. B. die Einkaufskörbe – und schwarz-polierter Flächen für Gesichter und Hände. Oft lässt sie in virtuoser Weise Teile der aus einem braunen Mineral bestehenden äußeren Schale eines Steins stehen, so dass sie dekorative Muster wie große Blumen, Schmetterlinge oder Herzen bilden. Typische Titel: "I know my way" und "Proud with my dress".
Es gibt wenig Einflüsse anderer Bildhauer auf Colleen Madamombes Werk; sie selbst bewunderte besonders die Arbeiten Tapfuma Gutsas and Cosmos Muchenjes.

## Bedeutung
Colleen Madamombe hat in einer traditionell von Männern dominierten Gesellschaft eine für simbabwische Frauen außergewöhnliche Stufe des Erfolgs erklommen. Ihr Werk macht die sich wandelnde Rolle der Frau in der modernen Gesellschaft Afrikas zum Thema. Ihre realistischen Skulpturen, schaffen durch ihre direkte Ansprache nicht zuletzt für die Frauen in den ländlichen Gebieten Simbabwes, die sich mit ihnen unmittelbar identifizieren, eine direkte Verbindung zwischen großer Kunst und Menschen auf dem Lande. Ihr Werk „Die Geburt“ wurde auf der Expo 2000 in Hannover viel beachtet. Colleen Madamombe war Mitglied der Künstlervereinigung „Friends Forever“ und nahm regelmäßig an deren Gruppenausstellungen in den Hauptstädten Amerikas und Europas teil. Ihre Arbeiten sind ein unverzichtbarer Bestandteil jeder Sammlung moderner simbabwischer Bildhauerei.